# Albert Gebhard

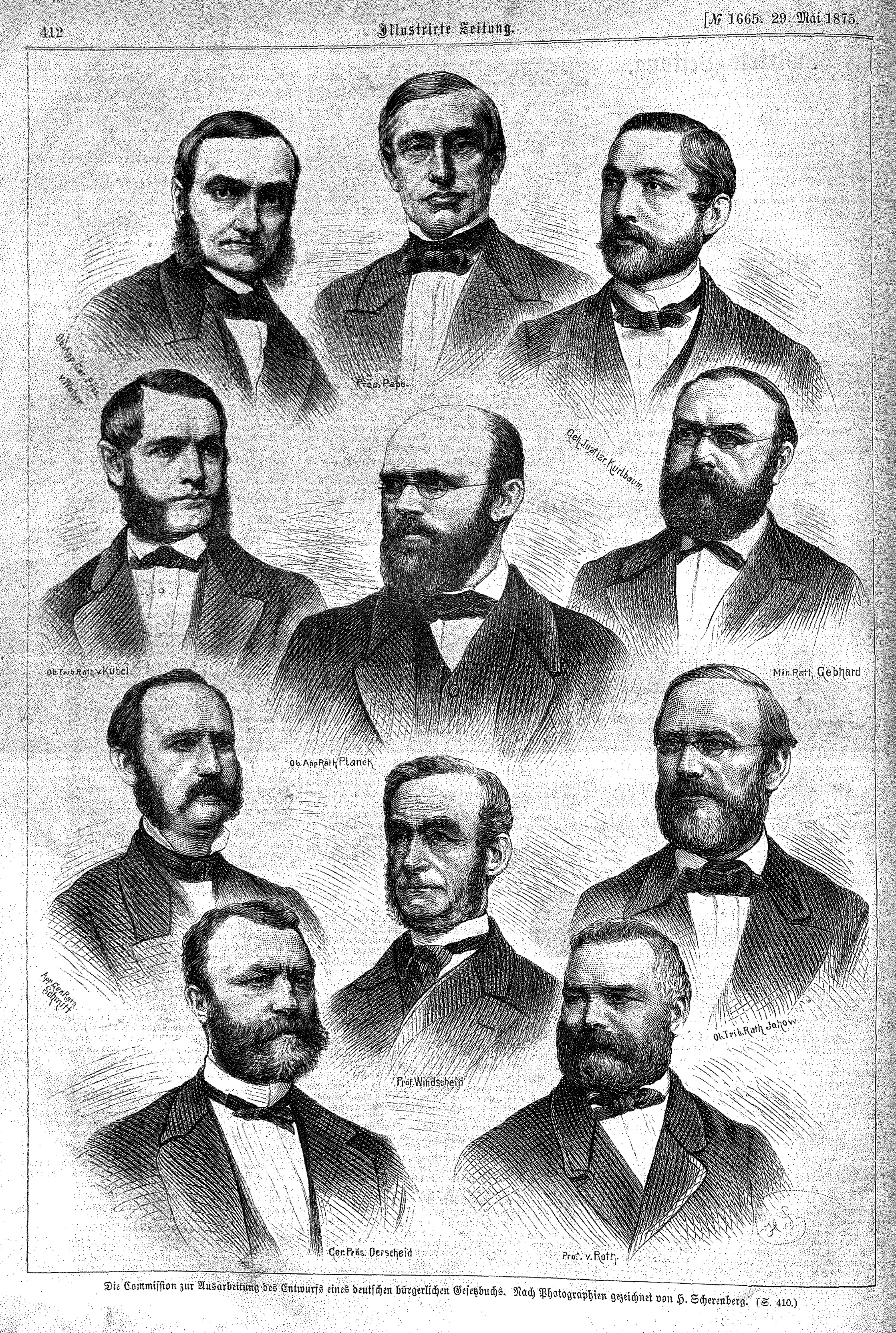
Gebhard in der Kommission für das BGB (Stich von Hermann Scherenberg, 1875)

Albert Gebhard (* 3. Januar 1832 in Lahr; † 20. Oktober 1907 in Heidelberg) war ein badischer Beamter und Mitglied der ersten und zweiten Kommission für die Ausarbeitung eines Bürgerlichen Gesetzbuches.

## Leben
Albert Gebhard wurde am 3. Januar 1832 als Sohn des Lehrers Karl Gebhard in Lahr geboren. Er studierte Jura an den Universitäten Tübingen, Göttingen und Heidelberg, wo er 1854 promovierte. Seit 1849 war er Mitglied der Studentenverbindung Landsmannschaft Ghibellinia Tübingen.
Nach mehreren Ämtern in verschiedenen badischen Verwaltungsbehörden wurde er 1868 zum Ministerialrat beim badischen Justizministerium ernannt. 1871 wurde er zum Mitglied der Kommission für die Ausarbeitung einer Zivilprozessordnung berufen. 1874 wurde er Mitglied der ersten Kommission für die Ausarbeitung eines Bürgerlichen Gesetzbuches, wo ihm das Amt des Redaktors für den Allgemeinen Teil des Gesetzbuches übertragen wurde. Nach dem Abschluss der Arbeit der Kommission im Jahr 1889 übernahm er an der Albert-Ludwigs-Universität Freiburg die für ihn eingerichtete Professur für Reichszivilrecht. Bereits im Januar 1891 verließ Gebhard die Universität wieder und wurde Mitglied in der zweiten Kommission für das Bürgerliche Gesetzbuch. Er vertrat den Gesetzentwurf als Kommissär des Reichskanzlers im Bundesrat und als Kommissär der Bundesregierungen im Reichstag. 1897 wurde der 1896 pensionierte Gebhard zusammen mit Alexander Achilles von der Reichsregierung mit der Überarbeitung der Kommissionsprotokolle für den Druck beauftragt. Am 23. Oktober 1907 starb er in Heidelberg.